# Eleccions legislatives d'Israel de 2022
Les eleccions legislatives d'Israel de 2022, les vint-i-cinquenes de l'Estat d'Israel, foren convocades per a elegir els diputats de la Kenésset, el parlament israelià, per a un mandat de quatre anys. Se celebraren el primer de novembre de 2022 i foren les cinquenes eleccions en menys de quatre anys. El resultat donà la majoria al bloc format pel Likkud i els seus aliats religiosos i sionistes religiosos d'extrema dreta que els permetia formar govern i el retorn de Binyamín Netanyahu com a primer ministre per tercera vegada.

## Context

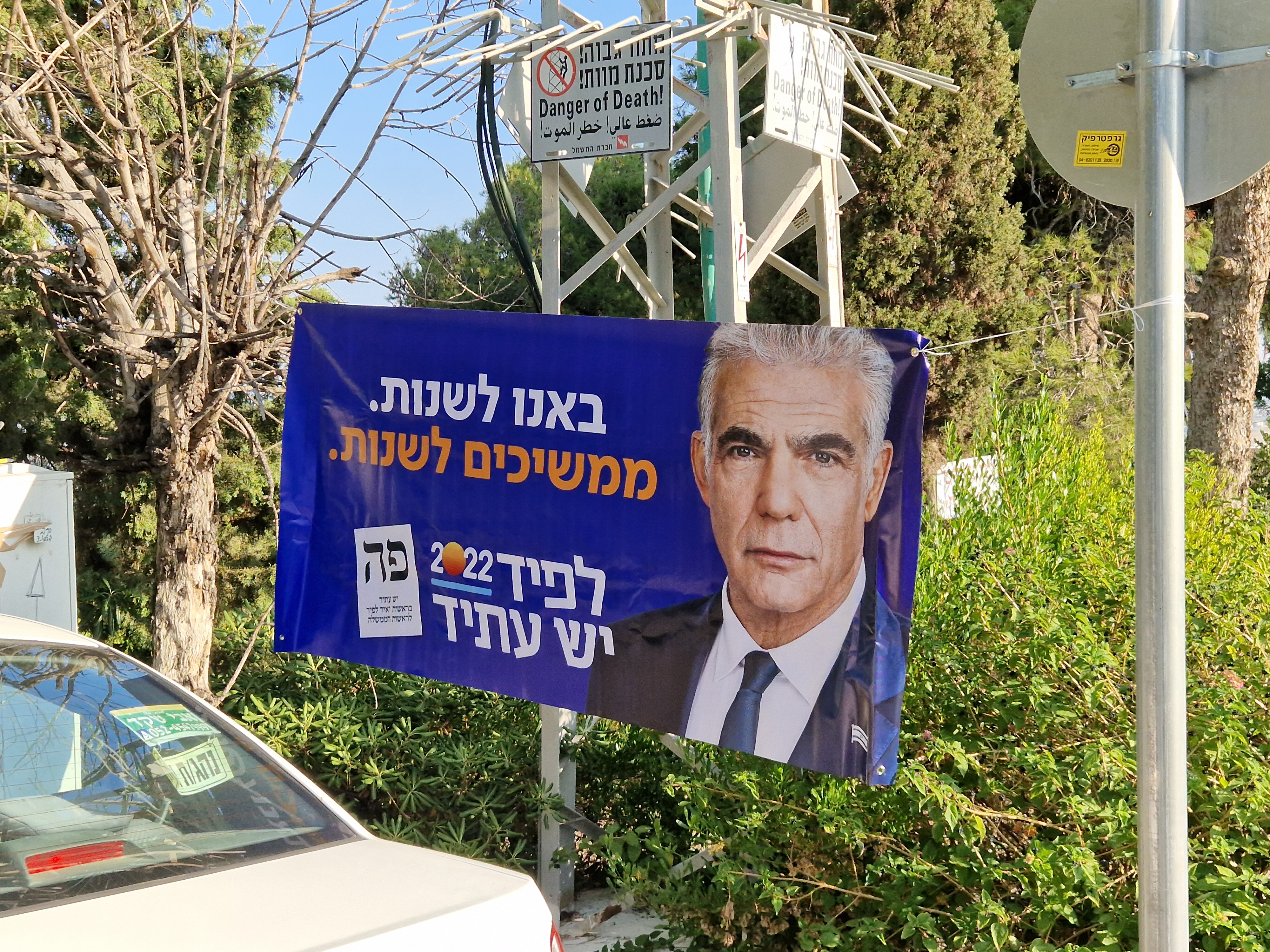
Pancarta electoral de Yeix Atid amb la cara del primer ministre Yair Lapid.

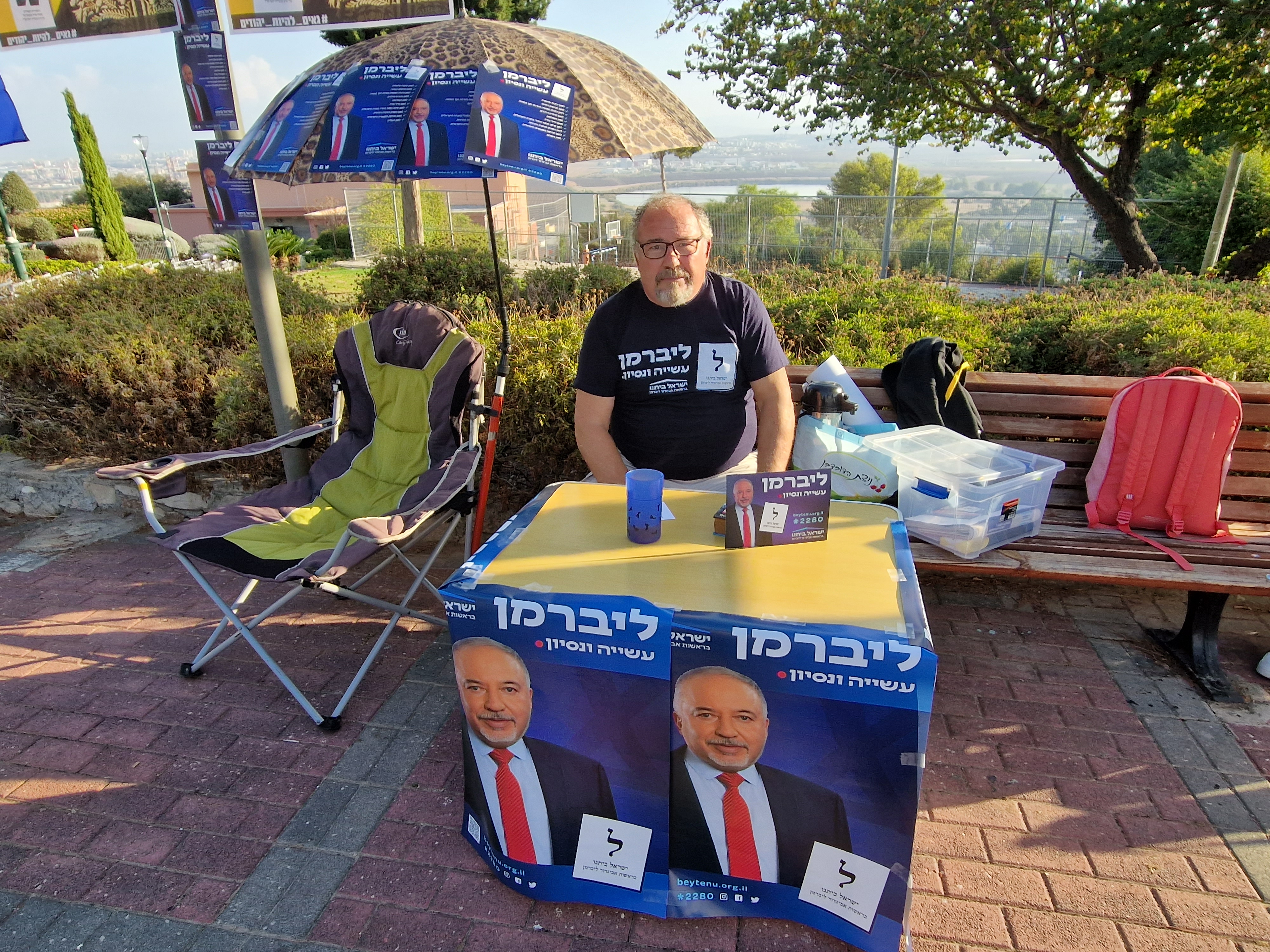
Paradeta de campanya electoral d'Israel Beitenu amb la imatge de Lieberman.

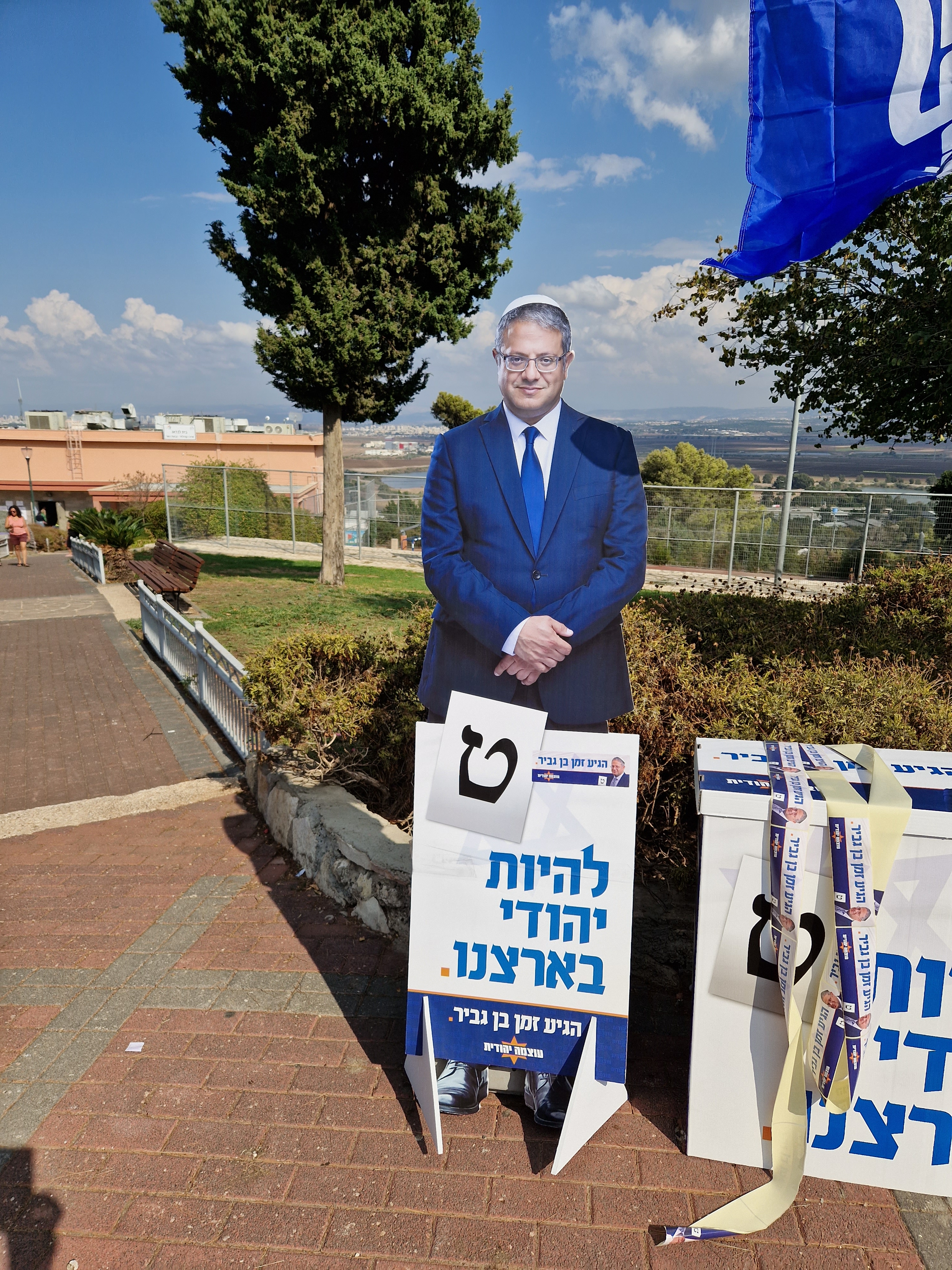
Publicitat electoral de Ben-Gvir demanant el vot per al Partit Sionista Religiós.

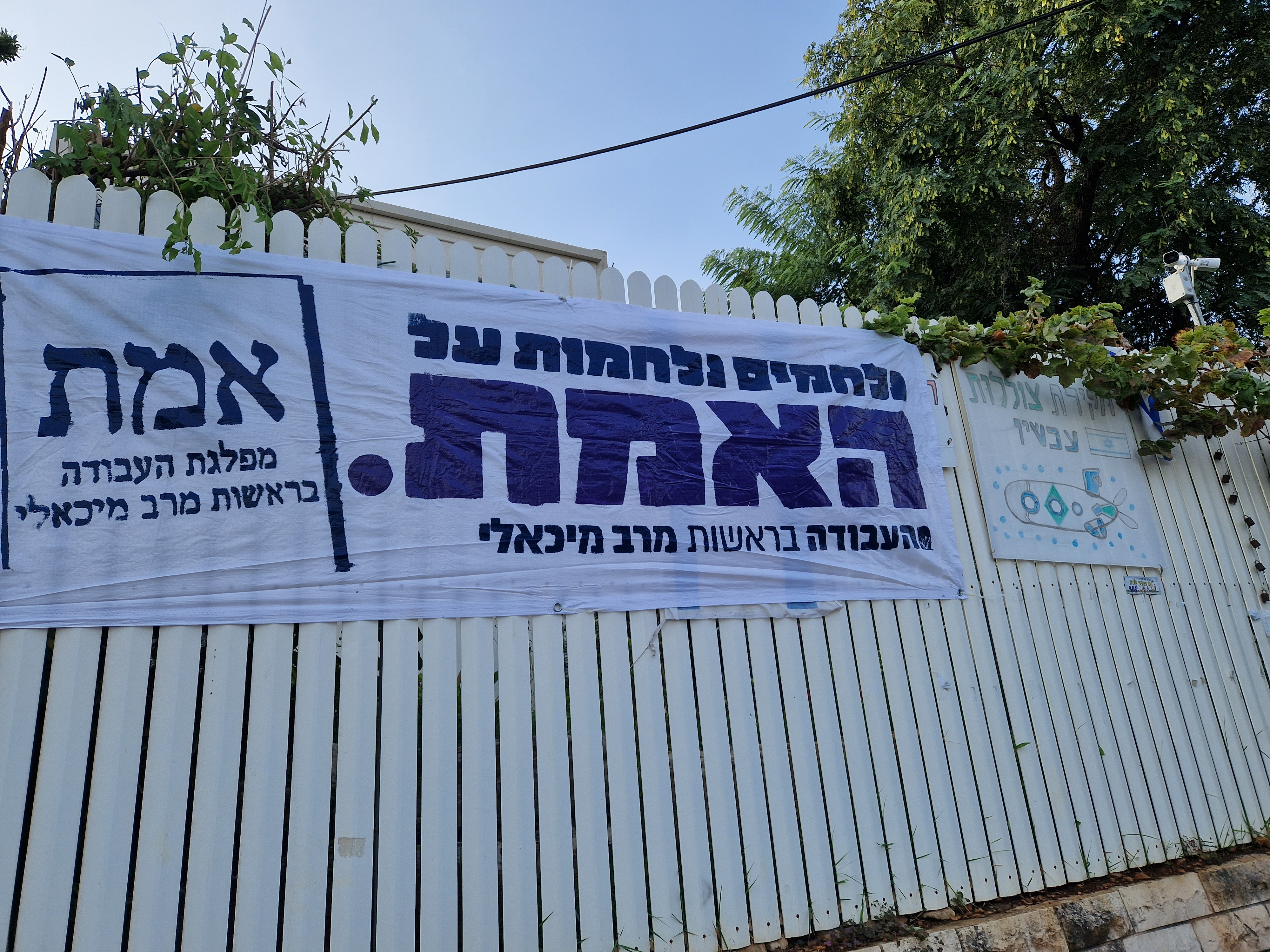
Pancarta de campanya electoral del Partit Laborista.

Després de les eleccions de març de 2021, Naftali Bennett de Yamina i Yair Lapid de Yeix Atid arribaren a un acord de govern rotatori que tindria també el suport d'altres sis partits d'ideologies molt diverses, incloent un partit àrab, per tal de desallotjar Binyamín Netanyahu del poder. L'acord de govern preveia que Nafatali Bennet seria nomenat primer ministre fins que, el 27 d'agost de 2023, Yair Lapid li agafaria el relleu i que l'acció de govern se centraria en l'economia i en temes socials, emfatitzant la recuperació després de la pandèmia de Covid-19. El 30 de juny de 2022, després de l'agreujament de les diferències entre els partits del govern i de patir algunes desercions que els feren perdre la majoria parlamentària, la Kenésset va aprovar la seva dissolució i convocatòria d'eleccions i, segons els acords de coalició, Yair Lapid fou primer ministre a partir del dia 30. El dia anterior, Bennett havia anunciat que no concorreria a les properes eleccions.
El 10 de juliol, el ministre de defensa Benny Gantz i el de justícia Gideon Sa'ar anunciaren que els seus partits Blau i Blanc i Nova Esperança es presentarien conjuntament a aquestes eleccions. Gantz ocuparia la primera posició de la llista i Sa'ar la segona i dos terços dels candiats serien de Blau i Blanc i un terç de Nova Esperança. Posteriorment, a aquesta aliança s'hi van afegir l'ex-comandant en Cap de les Forces de Defensa d'Israel Gadi Eizenkot, que ocuparia el tercer lloc a la llista, i l'exministre de serveis religiosos i diputat de Yamina Matan Kahana, que ocuparia el novè lloc. Van anomenar l'aliança Partit de la Unitat Nacional.
Yamina anuncià el 27 de juliol de 2022 que s'havien aliat amb la formació Derech Eretz (antiga escissió dels dos diputats de Telem que donaren suport a Netanyahu després de les eleccions de 2020 i que formaren part de la llista de Nova Esperança a les del 2021) per a formar la coalició Esperit Sionista de cara a aquestes eleccions. Poc després d'un mes de la creació de la coalició, l'11 de setembre, anunciaren que es trencava la coalició. El motiu esgrimit per Shaked fou que Hendel refusava la possibilitat de formar un govern de dretes amb Binyamín Netanyahu mentre que Hendel preferia provocar unes sisenes eleccions abans que pactar un govern presidit per Netanyahu. Shaked digué que no estava preparada per a portar el país a unes noves eleccions i que, en cas que no fos possible formar un govern d'unitat nacional, miraria de formar un govern de dretes en el qual Esperit Sionista hi jugués un rol de responsabilitat. Finalment, el dia 13 de setembre Yamina anuncià que es presentaria dins de la llista de La Llar Jueva, ocupant Shaked la primera posició de la llista i essent per a Yamina també les posicions 3, 5 i 6. Per la seva part, Hendel anuncià que no es presentaria a les eleccions.
El 26 d'agost, el Partit Sionista Religiós i Otzma Yehudit anunciaren que mantenien la seva aliança de cara a aquestes eleccions i es presentarien en una sola llista. A Otzma Yehudit li tocarien els llocs segon, cinquè, setè, novè i desè llocs de la llista mentre que al partit Noam, que també formà part de la llista en les passades eleccions, se li oferí l'onzè lloc. El partit Noam, tot i que inicialment no acceptà aquest onzè lloc i anuncià el 28 d'agost que es presentaria en solitari, finalment acceptà formar part de la llista.
El 15 de setembre, quan faltava molt poc perquè s'acabés el termini per presentar les llistes electorals, els membres de la Llista Conjunta anunciaren que no es presentarien units, tot presentant-se els partits Hadaix i Ta'al per un costat i Balad per un altre. El motiu fou la disconformitat per part de Balad amb la confecció de la llista electoral, atès que a Balad li tocaven els llocs tercer i sisè però el sisè lloc, en cas de sortir elegit, s'havia de rotar durant la legislatura amb membres dels altres dos partits. Balad estava d'acord en la rotació d'aquest diputat però només amb Ta'al, corresponent així mitja legislatura a cada partit. Es considerà que aquesta divisió afavoria el bloc de Netanyahu, atès que aquests partits àrabs li són contraris i anant separats disminueixen les opcions que totes dues llistes obtinguin representació. Igualment, anant per separat, seria més probable que Hadaix i Ta'al accedissin a donar suport a un govern de Lapid, opció que en el passat no s'havien arribat a proposar mai per l'oposició frontal de Balad. El 29 de setembre, el Comitè Electoral Central va acordar la desqualificació de Balad per poder concórrer a les eleccions per considerar que aquest partit està en contra de la definició d'Israel com a estat jueu. La llei israeliana estipula que una llista de candidats o un individu no pot participar en les eleccions si les seves accions inclouen “la negació de l'existència de l'Estat d'Israel com a estat jueu i democràtic; incitació al racisme; suport a la lluita armada d'un estat hostil o d'una organització terrorista contra l'Estat d'Israel". La desqualificació fou aprovada per 9 vots contra 5. Els representants d'Israel Beitenu, Blau i Blanc, Nova Esperença, Derech Eretz, Yamina i Unitat Nacional (nom del grup de dos diputats que van abandonar Yamina i a les eleccions van amb el Partit de la Unitat Nacional) van votar a favor de la desqualificació mentre que els representants de Ra'am, la Llista Conjunta i Mérets hi van votar en contra. Els representants del Likkud, el Partit Sionista Religiós, Yeix Atid, Partit Laborista, Judaisme Unit de la Torà i Xas no hi foren presents. Tot i que aquests partits que no hi foren presents donaren motius diversos, es considera que al Likkud i els seus aliats els interessa la concurrència de Balad, que es preveu que no entri a la Kenésset, per tal que aquests vots es perdin i faci dividir i malgastar vots dels partits que estan en contra de Netanyahu. Finalment, el Tribunal Suprem d'Israel va decidir el 9 d'octubre de permetre'ls presentar-se a les eleccions; el mateix que ja havia passat el 2019.

## Sistema electoral
Els 120 escons de la Kenésset són elegits per representació proporcional en una llista tancada en una única circumscripció nacional. Perquè una llista obtingui representació ha d'aconseguir superar el 3,25% dels vots. En gairebé tots els casos, això equival a obtenir un mínim de quatre escons, tot i que en algun cas en pot obtenir només tres.
Un cop determinades les llistes que han superat el llindar, se sumen tots els vots a aquestes llistes i es divideixen per 120. El nombre resultant serà "la mesura". Cada partit rebrà els escons resultants de dividir els seus vots per "la mesura". Això provoca que es reparteixin menys de 120 escons. Els escons sobrants es reparteixen amb la que és coneguda com a Llei Bader-Ofer. La manera de distribuir aquests escons sobrants és dividir el nombre de vots de cada llista pel nombre d'escons aconseguits més un. La llista amb un indicador més alt, rep el primer dels escons sobrants; acte seguit, els vots d'aquesta llista es tornen a dividir pels escons aconseguits després d'aquesta distribució i es torna a aplicar el mateix mètode fins que tots els escons sobrants s'han repartit.
A més, dues llistes poden signar un acord per a compartir els vots sobrants de forma que, quan s'aplica la Llei Bader-Ofer, se sumen els vots de tots dos, tenint així més opcions d'aconseguir els escons no repartits. Per a saber quina de les dues llistes rep l'escó sobrant assignat, s'aplica el mateix mètode entre les dues llistes i la que té un indicador més alt l'aconsegueix.
Per a aquestes eleccions, les aliances electorals per als vots sobrants foren les següents:
- Yeix Atid i Partit de la Unitat Nacional[24]
- Partit Laborista Israelià i Mérets[25]
- Likkud i Partit Sionista Religiós[26]
- Xas i Judaisme Unit de la Torà[26]
- Partit Pirata d'Israel i Yesh Kivun.[27]

## Cronologia

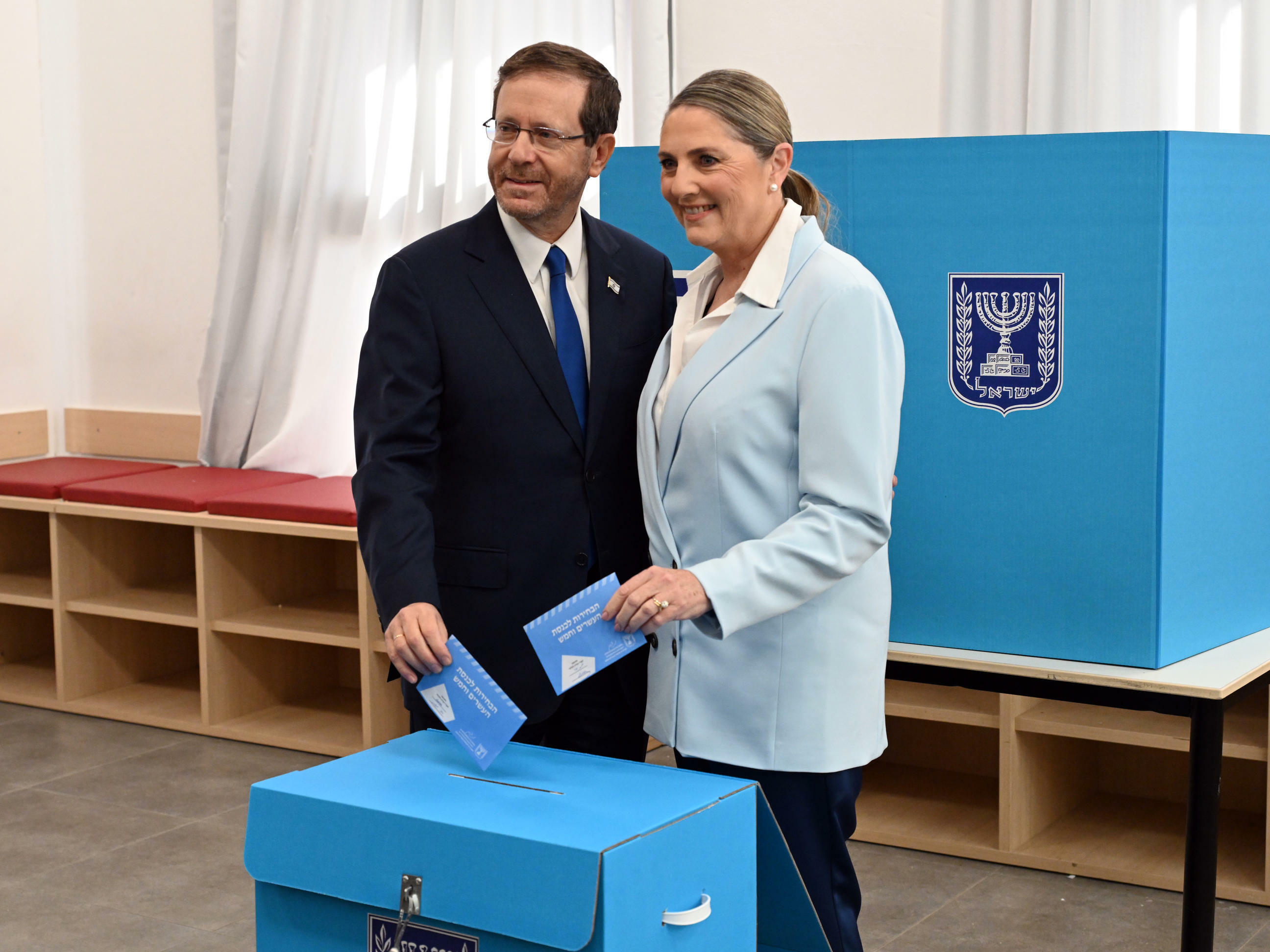
El president d'Israel, Isaac Herzog, votant a Jerusalem.

- 1r de setembre - Data límit per presentar una sol·licitud d'inscripció d'un nou partit al registre de partits amb l'objectiu de presentar-se a aquestes eleccions.
- 11 de setembre - Publicació de la llista definitiva de partits que concorren a les eleccions.
- 15 de setembre - Data de presentació de les llistes de candidats a la comissió electoral.
- 22 de setembre - Finalitza el termini per presentar una instància sol·licitant la desqualificació d'una llista o candidat.
- 9 d'octubre - Veredicte del Tribunal Suprem sobre els candidats desqualificats
- 19 d'octubre - Inici de la publicitat televisiva i radiofònica.
- 20 d'octubre - Voten a les ambaixades els diplomàtics a l'exterior
- 21 d'octubre - Data màxima per a per signar acords de vots sobrants
- 28 d'octubre - Últim dia en què es poden publicar sondejos electorals
- 1r de novembre - Data de les eleccions.
- 9 de novembre - Data límit per a la publicació dels resultats finals de les eleccions.

## Resultats

Resultat per coalició guanyadora, per comitè electoral regional:
Coalició de Netanyahu—70–80%
Coalició de Netanyahu—60–70%
Coalició de Netanyahu—50–60%
Coalició de Netanyahun—40–50%
Coalició de govern—40–50%
Coalició de govern—50–60%
Coalició de govern—60–70%

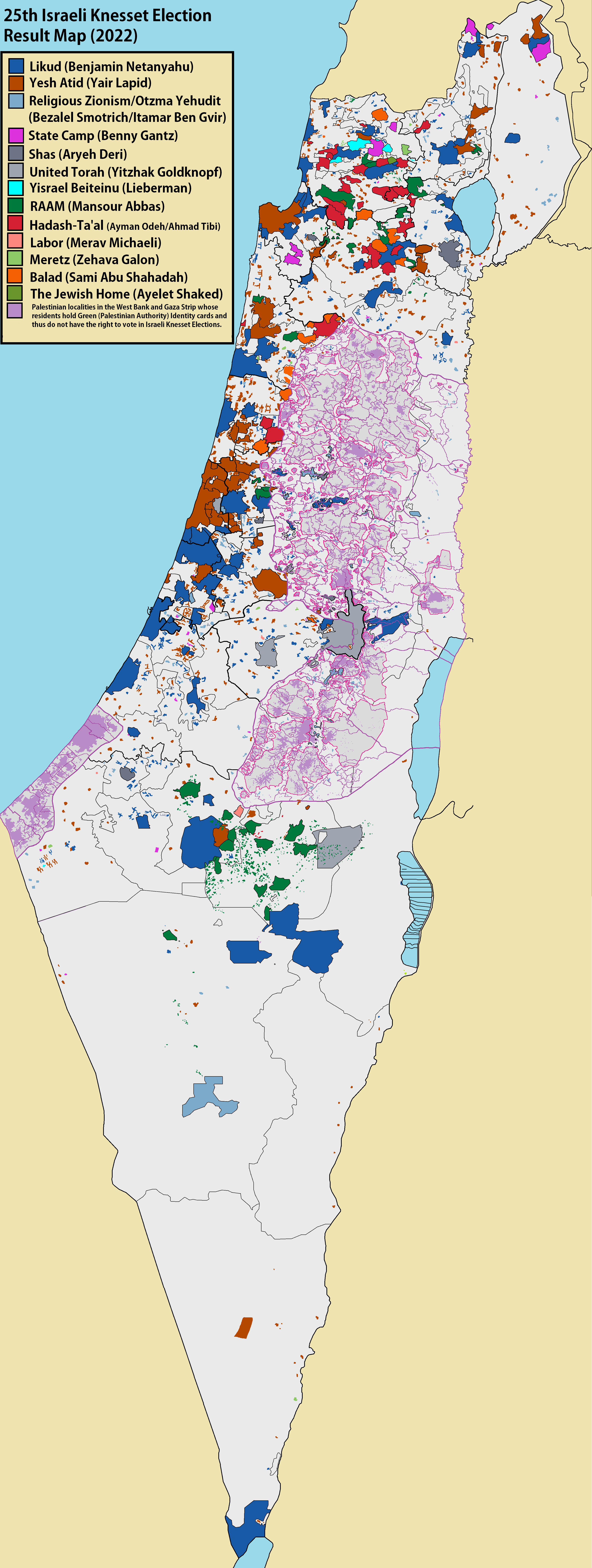
Partit guanyador per localitat

El resultat de les eleccions donà una clara majoria al bloc format pel Likkud i els seus aliats religiosos i sionistes religiosos d'extrema dreta que els permetia formar govern i el retorn de Binyamín Netanyahu com a primer ministre, en la que seria el tercer camí que ocuparia el càrrec. Aquesta clara majoria fou propiciada pel fet que, malgrat el creixement en vots i escons del partit del primer ministre Yair Lapid, el partit d'esquerra Mérets i el partit àrab Balad no arribaren per molt poc al llindar electoral del 3,25%, fent que aquests vots de partits contraris a Netanyahu no obtinguessin representació a la Kenésset. Els partits d'esquerra obtingueren el pitjor resultat de la història, amb la baixada del Partit Laborista fins als quatre escons i amb Mérets que no aconseguí entrar al parlament.
El resultat detallat fou el següent:
| 70,63% | ' |

| 70,63% | ' |

## Formació de govern

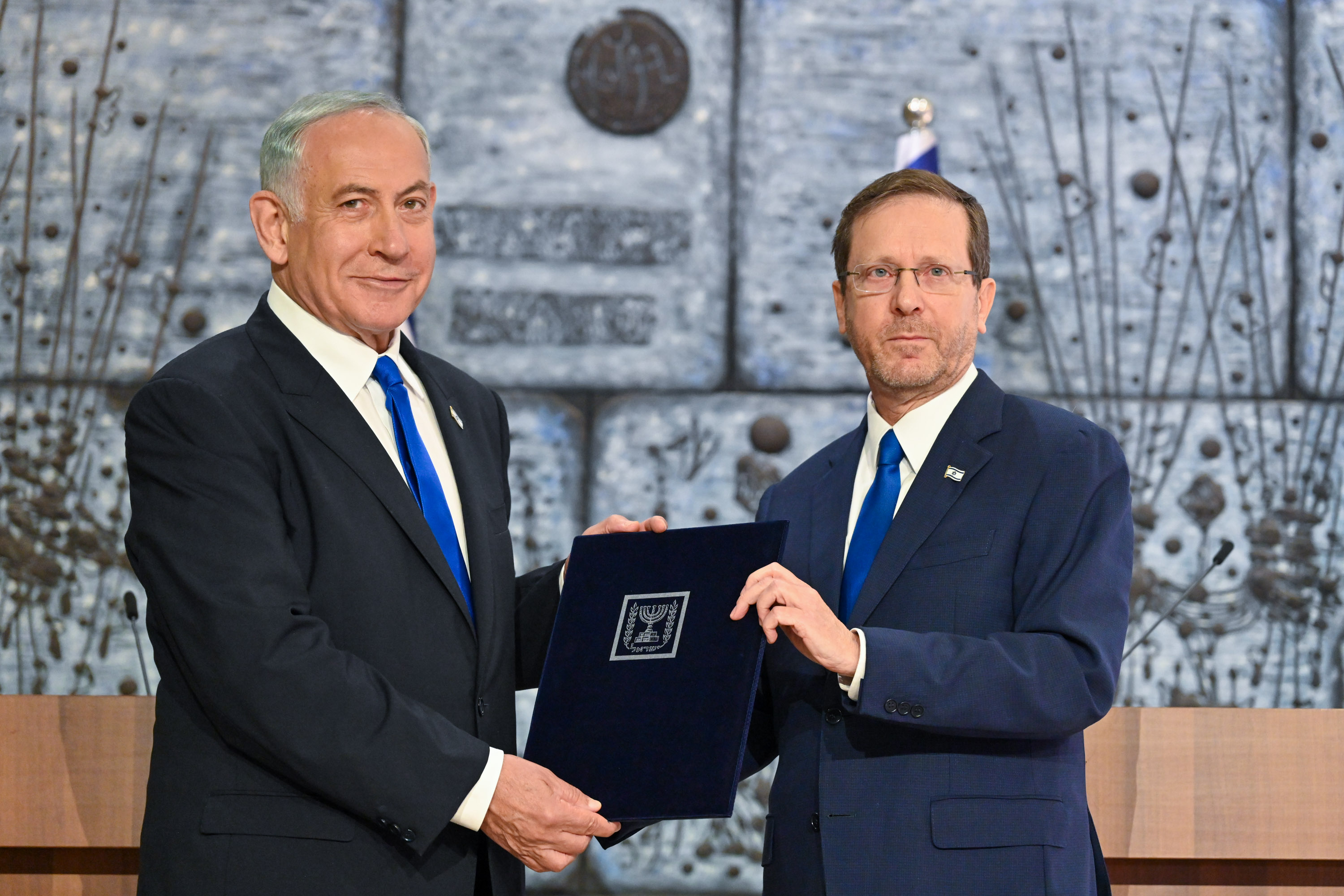
El president Rivlin assigna a Netanyahu la tasca de formar govern

Després de reunir-se amb tots els partits amb presència a la Kenésset, el president d'Israel Isaac Herzog encarregà el 13 de novembre a Binyamín Netanyahu la formació d'un govern.
El 21 de desembre, Netanyahu anuncià que tenia el suport necessari per formar un govern que, a més del Likkud, inclouria el Partit Nacional Religiós - Sionisme Religiós, Xas, Judaisme Unit de la Torà, Otzma Yehudit i Noam (aquests dos últims anaven dins de la llista del Partit Sionista Religiós). Yair Lapid, que era primer ministre en aquell moment, qualificà el futur govern com «el més extrem de la història del país».
El 29 de desembre, Netanyahu fou elegit primer ministre amb 63 vots a favor i 54 en contra. El seu govern incloïa 30 ministres.